# Xico Sá
Francisco Reginaldo de Sá Menezes, mais conhecido como Xico Sá (Crato, 6 de outubro de 1962), é um jornalista e escritor brasileiro. 
É ganhador de importantes prêmios do jornalismo, como Esso, Folha, Abril e Comunique-se.

## Biografia
Tem Reginaldo em seu nome como homenagem de sua mãe ao cantor Reginaldo Rossi, de quem era fã.
Começou a carreira no Recife e foi colunista do jornal Folha de S.Paulo, no qual mantinha um blog diário em seu site até 2014.
Fez parte da bancada do programa esportivo Cartão Verde da TV Cultura, junto com o jornalista Victor Birner, o apresentador Vladir Lemos e o ex-futebolista Sócrates.
Integrou também parte da bancada do Saia Justa, programa exibido pelo canal a cabo GNT e capitaneado por Mônica Waldvogel.
Participou do programa Amor e Sexo da Rede Globo.
Faz parte do programa Papo de Segunda, no GNT, com Marcelo Tas, João Vicente de Castro e Leo Jaime, além de contribuir semanalmente com uma coluna na edição brasileira do jornal El Pais.
Desde 2021, tem uma coluna no Diário do Nordeste.
Desde maio de 2022 é comentarista e apresentador eventual  do programa jornalístico independente ICL Notícias, dividiu a bancada com a jornalista Vivian Mesquita e com o economista Eduardo Moreira.

## Obras

### Literatura

#### Escreveu os seguintes livros
- Sertão Japão - Editora Casa de Irene (2018)
- O Livro das Mulheres Extraordinárias - Editora Três Estrelas (2014)
- Big Jato -. Companhia das Letras (2012)[14]
- Chabadabadábadu - Editora Record (2010)[15]
- Modos de macho & Modinhas de Fêmea - Editora Record (2003)
- Divina Comédia da Fama - Editora Objetiva (2004)
- Nova Geografia da Fome - Editora Tempo d'Imagem
- Paixão Roxa - Editora Pirata
- Catecismo de Devoções, Intimidades & Pornografias - Editora do Bispo
- Se um Cão Vadio aos Pés de uma Mulher-abismo - Editora Fina Flor
- Caballeros Solitários Rumo ao Sol Poente - Editora do Bispo
- La Mujer És un Gluebo da Muerte - Editora Yiyi Jambo, Paraguay
- Tripa de Cadela & Outras Fábulas Bêbadas (contos) - Editora Dulcineia Catadora.
- A falta: Memórias de um goleiro - Tusquets editores (2022)[16]

#### Participou como co-escritor
- Essa História Está Diferente - Editora Companhia das Letras
- Boa Companhia (Crônicas) - Editora Companhia das Letras
- Cem Menores Contos do Século - Ateliê Editorial
- Dentro de um Livro - Editora Casa da Palavra
- Blônicas, Crônicas de Blog - Editora Jabuticaba
- As melhores crônicas do século - Editora Objetiva
- Antologia bêbada - Edição Ciência do Acidente/Mercearia São Pedro
- Carta para você - Editora Alfaguara
- Desacordo Ortográfico - Não Editora
- Tempo Bom (contos) - Editora Iluminuras

### Música
É parceiro musical do grupo Mundo Livre S/A. Nos anos 2000 participou do clipe da música "Tenho", do cantor Sidney Magal.

### Cinema
- Em 2006 fez uma ponta no filme O Cheiro do Ralo;
- Foi co-roteirista do longa-metragem Deserto Feliz, de 2007, dirigido por Paulo Caldas;
- Em 2016 foi lançado o filme Big Jato, dirigido por Cláudio Assis, baseado no seu livro homônimo.